# Єлизаветинка (Казахстан)
Єлизаве́тинка (каз. Елизаветинка) — село у складі району Беїмбета Майліна Костанайської області Казахстану. Входить до складу Набережного сільського округу.
У радянські часи село називалось Набережний.
Населення — 952 особи (2021; 909 у 2009, 1154 у 1999, 1419 у 1989).